# 袁彖
袁 彖（えん たん、447年 - 494年）は、南朝宋から斉にかけての官僚。字は偉才。小字は史公。本貫は陳郡陽夏県。

## 経歴
南朝宋の武陵郡太守の袁覬の子として生まれた。幼くして母が死去し、伯母の王氏に養育され、王氏に孝事した。秀才に挙げられ、諸王府の参軍として求められたが、就任しなかった。伯父の袁顗が雍州で起兵して殺害されると、南朝宋の明帝は袁顗の遺体を江中に投棄して、埋葬を許さなかった。袁彖は古くから仕える奴ひとりを連れて、ひそかに伯父の遺体を探し、41日かけて発見すると、自ら土を運んで石頭の後方の丘に埋葬した。明帝の死後、袁顗の遺体を改葬した。従叔の袁粲や母の弟の蔡興宗にその器量を評価された。
安成王劉準の下で征虜参軍や主簿をつとめ、入朝して尚書殿中郎となり、出向して廬陵郡内史や豫州治中をつとめた。蕭道成（後の南朝斉の高帝）の下で太傅相国主簿・秘書丞となった。国史の編纂にあたって、日食を天文志ではなく五行志に載せるよう主張した。また処士伝の立伝に反対した。
南朝斉が建国されると、始興王友に任じられたが、固辞した。蕭道成が吏部尚書の何戢に宣旨させると、袁彖はやむなく就任した。中書郎に転じ、太子中庶子を兼ねた。中書郎のまま御史中丞を兼ねた。御史中丞を兼ねたまま黄門郎に転じた。謝超宗を糾弾する上奏をして事実と異なることが判明したため、免官された。まもなく安西諮議・南平郡内史に任じられた。黄門に任じられ、受けないうちに長史・南郡内史に転じ、荊州の事務を代行した。召還されて太子中庶子となった。本州大中正をつとめた。冠軍将軍・監呉興郡事として出向した。袁彖は剛直な性格で、かつてささいなことで南朝斉の武帝にさからったことがあり、また王晏とも険悪な仲であった。武帝が便殿にいて、金柄の刀子で瓜を剥いていたことがあった。王晏は帝の側で「世間では金刀の言がございます。恐らくはこれを用いるのはよろしくないかと」と言った。武帝は驚いてそのわけを訊ねた。王晏は「袁彖が臣に説いたことでございます」と答えた。武帝は怒って、袁彖が呉興郡に到着すると、禄銭の過大な使用を理由に免官して東冶に流した。武帝が孫陵で遊んだとき、東冶を眺めて袁彖のことを思い出した。数日後、武帝は東冶におもむいて宴会を催すと、囚人に酒肉を賜り、袁彖に語りかけた。袁彖は翌日に釈放された。無官のまま南徐州の事務を代行した。司徒諮議や衛軍長史をつとめ、侍中の位を受けた。
袁彖は武帝が雉射ちをおこなうたびに随行したが、肥満のために数人で支え助けて、ようやく歩くことができたといわれる。
隆昌元年（494年）、死去した。享年は48。諡は靖子といった。

## 伝記資料
- 『南斉書』巻48 列伝第29
- 『南史』巻26 列伝第16